# Estación de Ávila
Estación de Ávila vasútállomás Spanyolországban, Ávila településen.

## Vasútvonalak
Az állomást az alábbi vasútvonalak érintik:
- Madrid-Hendaya-vasútvonal
- Ávila-Salamanca-vasútvonal

## Kapcsolódó állomások
A vasútállomáshoz az alábbi állomások vannak a legközelebb:
- Estación de Guimorcondo
- Madrid-Chamartín-Clara Campoamor
- Estación de Medina del Campo